# Bojol
Bojol (Bohol) é uma província e ilha das Filipinas e está situada na região de Visayas Central. A sua capital é a Tagbilaran. É a décima maior ilha das Filipinas, e fica no centro das Visayas. A oeste de Bojol está Cebu, a noroeste está Leyte e a sul, do outro lado do mar de Bohol está Mindanao. Bojol é um destino turístico popular com as suas praias e igrejas. As colinas do chocolate, montes formados de pedra calcária, são a atracção mais popular. A ilha de Panglao, localizada a sudoeste da cidade de Tagbilaran, tem algumas das melhores praias do país. O tarso filipino, considerado por alguns o primata mais pequeno do mundo, é indígena da ilha.
Os bojolanos falam da ilha como a "República de Bojol" com convicção e orgulho. Um estreito separa-a de Cebu, e ambas têm uma língua comum, o cebuano. No entanto, os bojolanos conservam diferenças evidentes em relação aos cebuanos. As colinas dominam a paisagem de Bojol. Existem duas cordilheiras que se estendem paralelamente de noroeste a sudeste. Há uma meseta interior dominada por colinas calcárias. Em Carmen, Batuan e Sagbayan estas colinas formam muitos cones quase perfeitos, popularmente chamados de colinas do Chocolate.
O clima de Bojol é geralmente seco, com precipitação máxima entre Junho e Outubro. O interior é mais fresco que a costa.
Bojol é a província em que nasceu Carlos P. Garcia, o quarto presidente das Filipinas (1957-1960), nascido em Talibon, Bojol.

## Subdivisões
A província de Bojol está dividida em 3 distritos, formados por 47 municípios e 1 cidade, que por sua vez estão sub-divididos em 1109 "barangays" (a mais pequena das divisões administrativas).
Municípios
- Alburquerque
- Alicia
- Anda
- Antequera
- Baclayon
- Balilihan
- Batuan
- Bien Unido
- Bilar
- Buenavista
- Calape
- Candijay
- Carmen
- Catigbian
- Clarin
- Corella
- Cortes
- Dagohoy
- Dánao
- Dauis
- Dimiao
- Duero
- Garcia Hernandez
- Getafe
- Guindulman
- Inabanga
- Jagna
- Lila
- Loay
- Loboc
- Loon
- Mabini
- Maribojoc
- Panglao
- Pilar
- Presidente Carlos P. Garcia
- Sagbayan
- San Isidro
- San Miguel
- Sevilla
- Sierra Bullones
- Sikatuna
- Talibon
- Trinidad
- Tubigon
- Ubay
- Valencia

Cidade
- Tagbilaran